# (15761) Schumi
(15761) Schumi, dont la désignation provisoire était 1992 SM16, est un astéroïde de la ceinture principale. Il a été découvert le 24 septembre 1992 par Lutz Dieter Schmadel et Freimut Börngen à Tautenburg. Schumi a une inclinaison de 10°, un aphélie de 2,75 UA et un périhélie de 2,46 UA. Sa période orbitale est de 1 540 jours.
Il a été nommé en l'honneur du pilote de Formule 1 Michael Schumacher.